# Ocrepeira redempta
Ocrepeira redempta är en spindelart som först beskrevs av Willis J. Gertsch och Stanley B. Mulaik 1936.  Ocrepeira redempta ingår i släktet Ocrepeira och familjen hjulspindlar. Inga underarter finns listade i Catalogue of Life.